# Osteopetros
Osteopetros, av grekiskans ὀστέον "ben" och πέτρος "sten", även Albers-Schönbergs sjukdom och marmorbensjuka, är en ärftlig sjukdom som påverkar skelettets uppbyggnad. Processen i kroppen, som bryter ner gammal benvävnad, är rubbad och det innebär att skelettet blir skört. Osteopetros kan vara godartad, elakartad eller av medelsvår karaktär. 
Osteopetros, som upptäcks i spädbarnsålder, har oftast en dålig prognos, medan vuxna som får osteopetros vanligen inte behöver någon behandling. Sjukdomen är extremt sällsynt och förekommer hos ungefär 1 per 100 000–500 000 invånare.
Obehandlad osteopetros hos barn leder till döden före tioårsåldern av allvarlig blodbrist, infektion eller blödning. Behandling som ger ökad benmärgsvolym och korrigerar blodbristen ges. Hematopoetisk stamcellstransplantation ges till barn och botar sjukdomen.
Sjukdomen har koden Q78.2 i ICD-10.